# Holozonia filipes
Holozonia es un género de plantas con flores de la familia de las asteráceas. Incluye una sola especie: Holozonia filipes.  Es endémica de California, donde crece en una variedad de hábitats en la parte central del estado. 

## Descripción
Se trata de una rala  hierba perennifolia rizomatosa que crece con un peludo tallo glandular, la ramificación alcanza un tamaño de 30 centímetros a 1,5 metros de largo. La parte baja del tallo es de color gris-verde y las ramas superiores son de color verde a rojo. Las hojas son lanceoladas de hasta 9 o 10 centímetros de largo y cubiertas de glándulas de resina. Están dispuestos de forma opuesta en la parte inferior del tallo. Las cabezas de las flores aparecen en los extremos de las ramas de un tallo floral.  Las flores liguladas están cada una dividida en lóbulos  y son de color blanco. El disco de florecillas son de color blanco con grandes  anteras moradas.

## Taxonomía
Holozonia filipes fue descrita por (Hook. & Arn.) Greene y publicado en Bulletin of the Torrey Botanical Club 9(10): 122. 1882.
Sinonimia
- Hemizonia filipes Hook. & Arn.	[4]